# USS Robert H. McCard (DD-822)
USS Robert H. McCard (DD-822) là một tàu khu trục lớp Gearing được Hải quân Hoa Kỳ chế tạo vào giai đoạn cuối Chiến tranh Thế giới thứ hai. Nó là chiếc tàu chiến duy nhất của Hải quân Mỹ được đặt theo tên Trung sĩ Thủy quân Lục chiến Robert H. McCard (1918–1944), người đã tử trận trong trận Saipan và được truy tặng Huân chương Danh dự. Hoàn tất khi chiến tranh đã kết thúc, con tàu tiếp tục phục vụ trong giai đoạn Chiến tranh Lạnh và Chiến tranh Việt Nam cho đến năm 1980. Nó được chuyển cho Thổ Nhĩ Kỳ và tiếp tục phục vụ cùng Hải quân Thổ Nhĩ Kỳ như là chiếc TCG Kılıçalipaşa (D349) cho đến năm 1998. Nó bị tháo dỡ vào năm 2000.

## Thiết kế và chế tạo
Robert H. McCard được đặt lườn tại xưởng tàu của hãng Consolidated Steel Corporation ở Orange, Texas vào ngày 20 tháng 6 năm 1945. Nó được hạ thủy vào ngày 9 tháng 11 năm 1945; được đỡ đầu bởi bà Robert H. McCard, vợ góa Trung sĩ McCard, và nhập biên chế vào ngày 23 tháng 10 năm 1946 dưới quyền chỉ huy của Hạm trưởng, Trung tá Hải quân E. A. Michael, Jr.

## Lịch sử hoạt động

### 1946 - 1958
Sau khi hoàn tất việc chạy thử máy huấn luyện tại khu vực vịnh Guantánamo, Cuba, Robert H. McCard gia nhập Hải đội Khu trục 10 trực thuộc Hạm đội Đại Tây Dương và đặt cảng nhà tại Newport, Rhode Island. Từ đó cho đến năm 1955, ngoài những hoạt động thường lệ từ cảng nhà dọc theo vùng bờ biển Đại Tây Dương, nó đã có tám lượt được bố trí sang hoạt động cùng Đệ Lục hạm đội tại Địa Trung Hải, và tham gia hai chuyến đi thực tập dành cho học viên sĩ quan thuộc Học viện Hải quân Hoa Kỳ, viếng thăm các cảng tại vùng biển Caribe, Canada, Bỉ và Bồ Đào Nha. Xen kẻ giữa các chuyến đi này là bốn lần được đại tu tại Xưởng hải quân Boston, tiếp nối bởi những đợt huấn luyện ôn tập tại khu vực vịnh Guantánamo, Cuba.
Vào tháng 12 năm 1955, Robert H. McCard được điều động sang Hải đội Khu trục 4 và chuyển cảng nhà đến Norfolk, Virginia. Trong lượt phục vụ thứ chín và thứ mười cùng Đệ Lục hạm đội, nó hoạt động trong thành phần Lực lượng Trung Đông tại vịnh Ba Tư. Nó tiếp tục hoạt động huấn luyện thường lệ ngoài khơi bờ biển Đại Tây Dương, phục vụ canh phòng máy bay cho tàu sân bay, cùng tham gia một chuyến đi thực tập cho học viên sĩ quan vào tháng 6 và tháng 7 năm 1958, ghé qua các cảng Bồ Đào Nha, Đan Mạch và Bỉ.

### 1959 - 1966
Sau khi quay trở về nhà, Robert H. McCard tiếp nối các hoạt động thường lệ, huấn luyện, tập trận cùng Hạm đội tại vùng biển Caribe, phục vụ như tàu huấn luyện cho Trường Sonar Hạm đội, và được đại tu. Cảng nhà của nó lại được chuyển đến Charleston, South Carolina; và nó hoạt động từ đây cho đến khi lên đường vào ngày 6 tháng 9 năm 1960 cho một đợt tập trận cùng hải quân các nước trong Khối NATO, cùng các đợt cơ động huấn luyện khác. Từ ngày 29 tháng 1 đến ngày 3 tháng 2 năm 1961, nó tham gia phục vụ thu hồi tàu không gian trong khuôn khổ Chương trình Mercury, rồi khởi hành từ Charleston vào ngày 8 tháng 3 để gia nhập Đệ Lục hạm đội. Nó băng qua kênh đào Suez trong tháng 7 và trình diện để phục vụ cùng Tư lệnh Lực lượng Trung Đông, hoạt động tuần tra tại khu vực biển Hồng Hải và vịnh Ba Tư trong sáu tuần lễ. Nó lên đường quay trở về nhà qua ngã Địa Trung Hải, về đến Charleston vào ngày 4 tháng 10.
Sau một giai đoạn hoạt động huấn luyện và phục vụ canh phòng máy bay, Robert H. McCard đi vào xưởng tàu tại Boston cho một đợt nâng cấp kéo dài 10 tháng trong khuôn khổ Chương trình Hồi sinh và Hiện đại hóa Hạm đội (FRAM: Fleet Rehabilitation and Modernization), nơi nó được sửa chữa và nâng cấp để kéo dài vòng đời hoạt động. Nó cũng được bổ sung những vũ khí chống ngầm mới: tên lửa RUR-5 ASROC và máy bay trực thăng không người lái Gyrodyne QH-50 DASH, cùng hầm chứa máy bay trực thăng và sàn đáp để nâng cao năng lực chống ngầm của con tàu.
Từ ngày 14 tháng 10 năm 1962, Robert H. McCard hoạt động trong thành phần lực lượng hải quân phong tỏa vùng biển chung quanh Cuba trong vụ Khủng hoảng tên lửa Cuba; nhiệm vụ này kết thúc 13 ngày sau đó. Quay trở lại Charleston vào ngày 3 tháng 1 năm 1963, nó tiến hành một chuyến đi huấn luyện ôn tập, trong đó đã tham gia tìm kiếm con tàu chở hàng Venezuela Anzoategui bị những kẻ nổi dậy cánh tả chiếm giữ. Con tàu sau đó phục vụ như tàu huấn luyện cho Trường Sonar Hạm đội trong hai tuần, rồi tham gia một cuộc tập trận phối hợp Canada-Hoa Kỳ. Nó tiếp tục được phái sang hoạt động cùng Đệ Lục hạm đội từ ngày 13 tháng 10 năm 1963 đến ngày 5 tháng 3 năm 1964; và một lượt khác từ ngày 5 tháng 1 năm 1965. Trong tháng 2 và tháng 3, nó phục vụ cùng Lực lượng Trung Đông, rồi quay trở về nhà qua ngã Địa Trung Hải, về đến Charleston vào ngày 7 tháng 6.
Robert H. McCard tiếp tục hoạt động dọc theo bờ biển Đại Tây Dương, rồi được đại tu trước khi tiến hành huấn luyện ôn tập tại khu vực vịnh Guantánamo, Cuba. Sau đó nó thực hiện hai chuyến đi thực tập cho học viên sĩ quan, bao gồm một chuyến đi đến Wilhelmshaven, Đức. Nó được phái sang phục vụ cùng Đệ Lục hạm đội tại Địa Trung Hải từ ngày 29 tháng 9, 1966 đến ngày 31 tháng 1, 1967.

### 1967 - 1972
Sau khi quay trở về Hoa Kỳ, Robert H. McCard hoạt động tại vùng bờ biển Đại Tây Dương, vịnh Mexico và vùng biển Caribe cho đến ngày 5 tháng 11, khi nó băng qua kênh đào Panama để gia nhập Hạm đội Thái Bình Dương. Vào cuối năm 1967, nó phục vụ tại trạm Yankee trong vịnh Bắc Bộ; và trong tháng 1 và tháng 2, 1968 nó hoạt động canh phòng máy bay cho tàu sân bay Coral Sea (CV-43) trong vịnh Bắc Bộ, tham gia nhiều hoạt động tìm kiếm và giải cứu gần bờ biển phía Đông đảo Hải Nam, Trung Quốc. Sang tháng 3, nó tiếp tục phục vụ canh phòng máy bay cho các tàu sân bay Kitty Hawk (CVA-63) và Bon Homme Richard (CVA-31) trong vịnh Bắc Bộ; rồi đến tháng 4 nó chuyển sang nhiệm vụ hỗ trợ hải pháo ngoài khơi Nam Việt Nam. Con tàu khởi hành từ Nhật Bản vào ngày 10 tháng 5 để quay trở về Hoa Kỳ, về đến vùng bờ Đông và gia nhập trở lại Hạm đội Đại Tây Dương, chuyển cảng nhà đến Charleston, South Carolina.
Robert H. McCard tham gia cuộc Tập trận "Silvertower" của Khối NATO tại vùng biển Bắc Đại Tây Dương vào tháng 9 và tháng 10, 1968, rồi ghé qua cảng Southampton. Sau khi được đại tu tại Xưởng hải quân Charleston từ tháng 12, 1968 đến tháng 4, 1969, nó tiếp tục hoạt động dọc theo vùng bờ Đông và vùng biển Caribe cho đến khi được phái sang Địa Trung Hải vào tháng 9. Sau sáu tháng phục vụ cùng Đệ Lục hạm đội, nó quay trở về Charleston vào ngày 28 tháng 3, 1970, tiếp tục hoạt động cùng Hạm đội Đại Tây Dương cho đến hết năm 1970 và đầu năm 1971. Chiếc tàu khu trục lại khởi hành từ Charleston vào ngày 15 tháng 4 cho một lượt hoạt động kéo dài sáu tháng khác tại Địa Trung Hải, quay trở về nhà vào ngày 16 tháng 10, và ở lại cho đến hết năm 1971. Sau các hoạt động thường lệ tại vùng bờ Đông và vùng biển Caribe trong năm 1972, nó đi vào Xưởng hải quân Charleston để được đại tu từ ngày 6 tháng 9, 1972, kéo dài trong sáu tháng. Sau khi hoàn tất nó quay trở lại hoạt động thường lệ tại vùng bờ biển Đại Tây Dương và vùng biển Caribe.

### 1973 - 1980

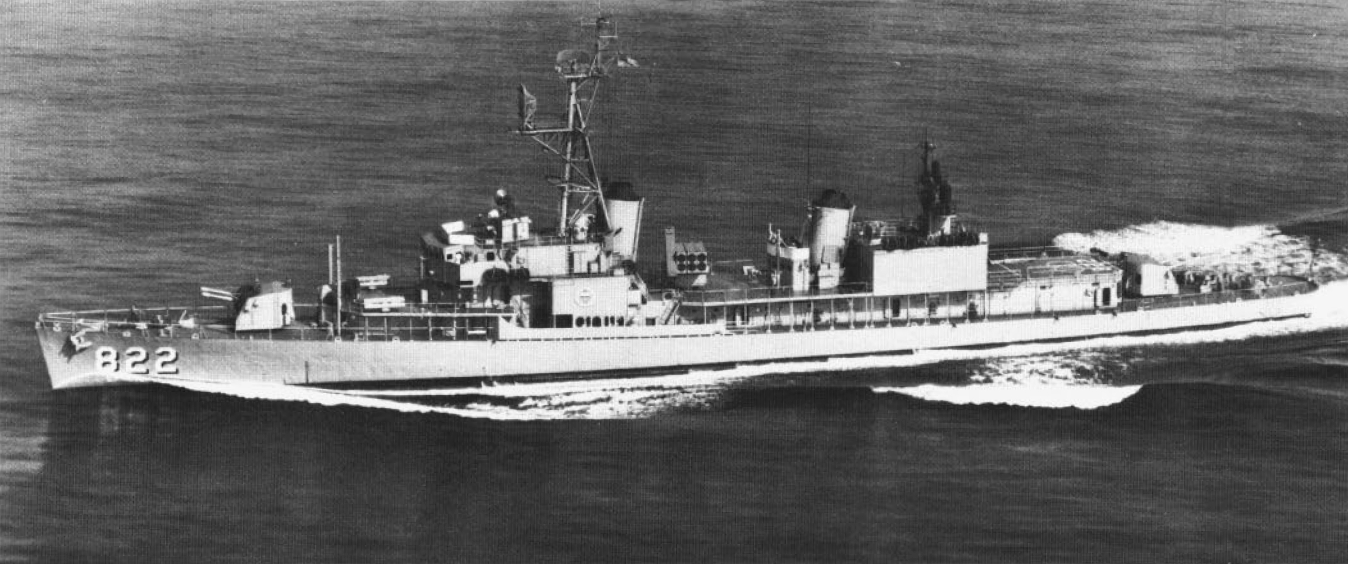
Robert H. McCard trên đường đi, khoảng năm 1978.

Robert H. McCard chuyển cảng nhà đến Tampa, Florida, và bắt đầu phục vụ như tàu huấn luyện cho Hải quân Dự bị Hoa Kỳ. Với hai phần ba thủy thủ đoàn thuộc quân số thường trực và số còn lại thuộc thành phần dự bị, trong bảy năm tiếp theo nó thực hiện những chuyến đi huấn luyện vào dịp cuối tuần trong vịnh Mexico, và trong mùa Hè là những chuyến đi thực tập và huấn luyện kéo dài đến vùng biển Caribe và vùng bờ biển Đại Tây Dương. Robert H. McCard xuất biên chế tại Tampa, Florida vào ngày 5 tháng 6, 1980. Sau khi chuyển sở hữu hoàn toàn cho Thổ Nhĩ Kỳ, tên nó được cho rút khỏi danh sách Đăng bạ Hải quân Hoa Kỳ vào ngày 6 tháng 8, 1987.

### TCGKılıçalipaşa(D349)

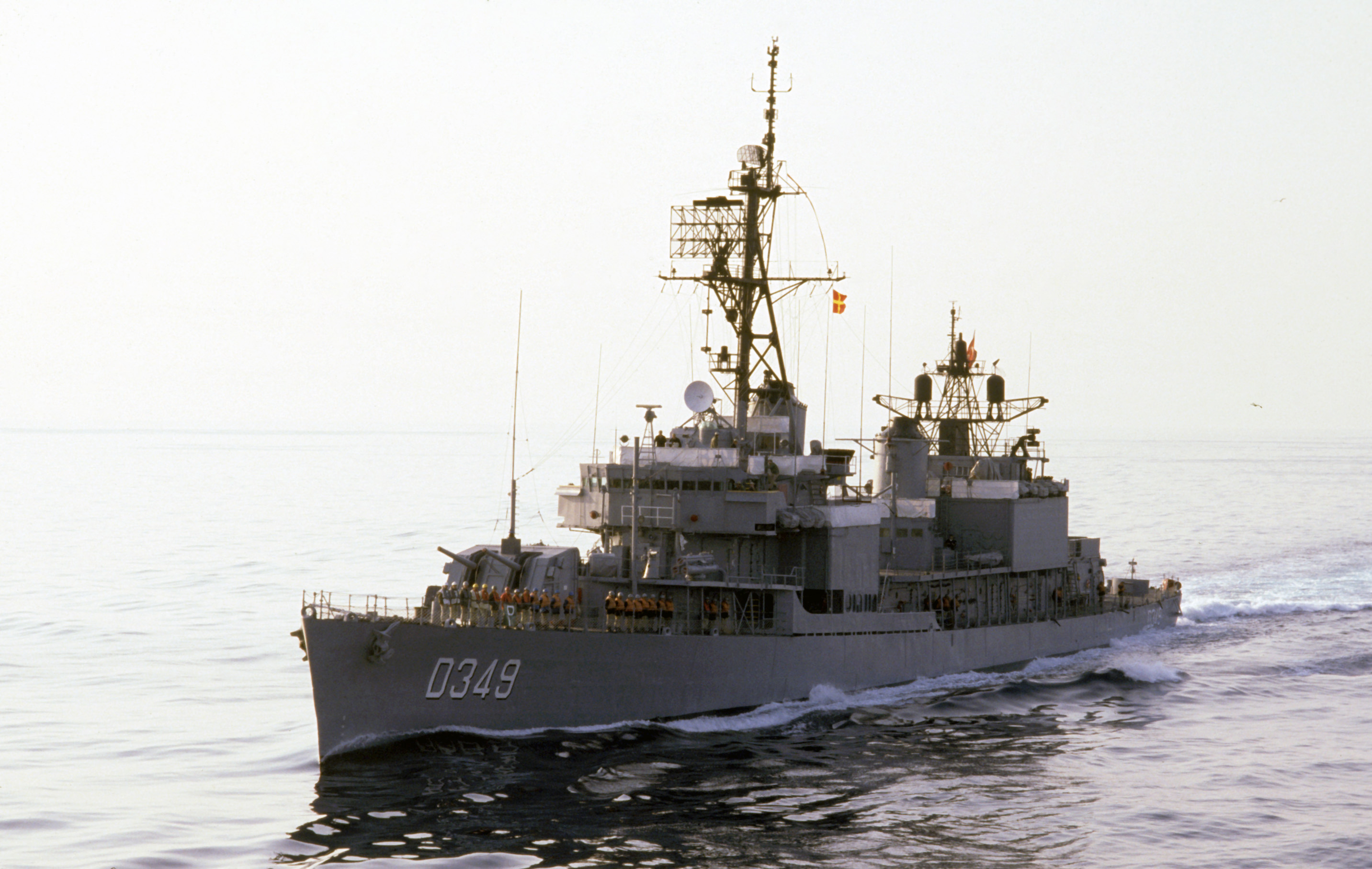
Tàu khu trục TCG Kılıç Ali Paşa (D-349) trên đường đi, khoảng năm 1986.

Con tàu được chuyển cho Thổ Nhĩ Kỳ trong khuôn khổ Chương trình Viện trợ Quân sự cùng ngày 5 tháng 6, 1980, và tiếp tục phục vụ cùng Hải quân Thổ Nhĩ Kỳ như là chiếc TCG Kılıçalipaşa (D349); tên được đặt theo Kılıç Ali Paşa (1571–1587), Đại đô đốc sinh tại Ý của Hải quân Ottoman. Nó ngừng hoạt động năm 1998 và bị tháo dỡ tại Aliağa, Thổ Nhĩ Kỳ năm 2000.